# Autódromo de Luanda
Das Autódromo Internacional de Luanda ist eine Rennstrecke in Luanda, der Hauptstadt von Angola. Die Strecke liegt im Kreis Belas nahe der Bucht von Mussulo, etwa 25 km südwestlich vom Stadtzentrum entfernt. Die Strecke wurde am 28. Mai 1972 eröffnet.
Mit Ausbruch des angolanischen Bürgerkrieges kam der Rennbetrieb für dreißig Jahre zum Ruhen. Mittlerweile werden hier wieder Rennveranstaltungen durchgeführt.

## Geschichte der Rennstrecke
Die Initiative zum Bau der Rennstrecke ging auf das angolanische Unternehmen Autodel S.A.R.L. zurück und war auf die Entwicklung eines Kurses gerichtet, der für viele Sportarten vom Radsport bis zur Formel 1 genutzt werden konnte. Parallel dazu sollte ein Tourismus-Zentrum mit Ferienwohnungen, Einkaufsmöglichkeiten und einem Spielcasino errichtet werden. Das Projekt wurde als die „größte Sport-Tourismus-Investition auf dem afrikanischen Kontinent“ angekündigt.
Die Konzeption der gesamten Anlage übernahmen der brasilianische Architekt Ayrton „Lolo“ Cornelsen, der zeitgleich den Bau der im portugiesischen Mutterland gelegenen Rennstrecke Circuito do Estoril leitete, sowie der Ingenieur Júlio Basso. Die Rennstrecke in Luanda stand von Anfang an in Konkurrenz zu dem Projekt in Estoril; beide Betreiber wetteiferten darum, welcher Kurs als erster fertiggestellt und welchem es als erstem gelingen würde, einen Formel-1-Lauf auszurichten. Um das Realisierung des Autódromo de Luanda zu beschleunigen, gewährte Autodel dem Architekten Cornelsen eine Beteiligung in Höhe von 7 Prozent an sämtlichen Einnahmen des Projekts.
Das Autódromo de Luanda wurde am 28. Mai 1972 eröffnet, drei Wochen vor der Rennstrecke in Estoril. Das erste Rennen, das am Eröffnungstag auf dem neuen Kurs stattfand, war ein Sportwagenrennen, das der angolanische Rennfahrer Hélder de Sousa auf einem Ford Capri gewann.
Die Rennstrecke wurde nur zweieinhalb Jahre lang genutzt; in erster Linie wurden hier Sportwagenrennen wie das 3-Stunden-Rennen von Luanda abgehalten. Zu einem Formel-1-Lauf kam es in Luanda nicht. Mit der Entlassung Angolas in die Unabhängigkeit im Jahr 1974 und dem kurz darauf beginnenden Angolanischen Bürgerkrieg 1975 endete zunächst der Rennbetrieb auf dem Autódromo de Luanda. In den anschließenden zweieinhalb Jahrzehnten wurde die Strecke als Militär- und Polizeistützpunkt genutzt. Etwa seit dem Jahr 2000 werden wieder Rennveranstaltungen in Luanda durchgeführt, heute meist vom angolanischen Motorsportverband FADM (Federação Angolana de Desportos Motorizados) organisiert.
Im Mai 2014 kündigte die Besitzerin des Autódromo de Luanda, die Unternehmerin und Hochschullehrerin Laurinda Hoygaard, Investitionen an, um das Angebot für Besucher zu verbreitern. Dazu sieht sie allerdings die Beteiligung staatlicher Stellen als Voraussetzung an.

## Streckencharakteristik
Die Streckenführung basiert auf einem viereckigen Oval mit einer Infieldstrecke. Das Autódrom kann in fünf verschiedenen Streckenführungen mit Rundenlängen von 3,208 bis 6,280 km befahren werden.